# Episodi di Mistresses - Amanti (prima stagione)
La prima stagione della serie televisiva Mistresses - Amanti è stata trasmessa in prima visione assoluta sul canale polacco Fox Life dal 5 marzo al 28 maggio 2013. Negli Stati Uniti, invece, la prima stagione è stata trasmessa sul canale ABC dal 3 giugno al 9 settembre 2013.
In Italia, la stagione è andata in onda in prima visione sul canale satellitare a pagamento Fox Life dal 10 settembre al 26 novembre 2013. È trasmessa in chiaro su Rai 4 dal 26 giugno 2017, con due episodi al giorno.
| nº | Titolo originale             | Titolo italiano            | Prima TV USA     | Prima TV Italia   |
| -- | ---------------------------- | -------------------------- | ---------------- | ----------------- |
| 1  | Pilot                        | Vite incrociate            | 3 giugno 2013    | 10 settembre 2013 |
| 2  | The Morning After            | Il giorno dopo             | 10 giugno 2013   | 17 settembre 2013 |
| 3  | Breaking and Entering        | Voltare pagina             | 17 giugno 2013   | 24 settembre 2013 |
| 4  | A Kiss Is Just a Kiss?       | Un bacio è solo un bacio   | 24 giugno 2013   | 1º ottobre 2013   |
| 5  | Decisions, Decisions         | Decisioni, decisioni       | 1º luglio 2013   | 8 ottobre 2013    |
| 6  | Payback                      | Rivalse                    | 8 luglio 2013    | 15 ottobre 2013   |
| 7  | All In                       | Tutto compreso             | 15 luglio 2013   | 22 ottobre 2013   |
| 8  | Ultimatum                    | Ultimatum                  | 22 luglio 2013   | 29 ottobre 2013   |
| 9  | Guess Who's Coming to Dinner | Indovina chi viene a cena? | 29 luglio 2013   | 5 novembre 2013   |
| 10 | Indecent Proposals           | Proposte indecenti         | 19 agosto 2013   | 12 novembre 2013  |
| 11 | Full Disclosure              | Rivelazioni                | 26 agosto 2013   | 19 novembre 2013  |
| 12 | When One Door Closes...      | Indecisioni                | 2 settembre 2013 | 26 novembre 2013  |
| 13 | I Choose You                 | Il momento della verità    | 9 settembre 2013 | 26 novembre 2013  |

## Vite incrociate
- Titolo originale: Pilot
- Diretto da: Cherie Nowlan
- Scritto da: K.J. Steinberg

### Trama
Savannah, una donna in carriera, prova ad avere un bambino dal marito Harry Davis ma, dopo il test di fertilità, scopre che non può rimanere incinta a causa della sterilità del marito. Savi, che non vuole far pesare la cosa a Harry, tenta un nuovo approccio, venendo respinta. Amareggiata, trova conforto tra le braccia del collega Dominic.
Josslyn, la sorella di Savi, lavora per un'agenzia immobiliare e proprio durante il lavoro conosce Alex, una ragazza che cerca casa insieme alla compagna.
April, vedova e mamma di una bambina, non riesce ad intraprendere nuove relazioni perché è ancora legata al ricordo del marito defunto.
Karen, che lavora come psicologa, ha una relazione con un uomo sposato, Thomas Grey. Dopo la morte di quest'ultimo, diventa suo malgrado la psicologa di Sam, il figlio di Thomas.
- Guest star: John Schneider (Thomas Grey), Penelope Ann Miller (Elizabeth Grey), Shannyn Sossamon (Alex), Cameron Bender (Richard Grieco), Kate Beahan (Miranda), Sunkrish Bala (Hamid), Chris Payne Gilbert (Mac), Tory Mussett (Sally).
- Ascolti USA: telespettatori 4.400.000

## Il giorno dopo
- Titolo originale: The Morning After
- Diretto da: Chris Misiano
- Scritto da: Rina Mimoun

### Trama
Savannah, dopo aver tradito Harry, comincia ad avere i sensi di colpa. Decide di confidarsi con le amiche Karen ed April, ma quest'ultima l'attacca duramente; scopre, infatti, che il marito defunto l'ha tradita in passato con un'altra donna, Miranda, e che ha avuto un altro figlio. Sconvolta per il tradimento, April prova ad affrontare Miranda e viene a sapere che ciò che vuole la donna è il denaro che ha ricevuto dalla morte del marito.
Karen, oltre alle continue telefonate e visite di Sam, il quale prova dei sentimenti verso la psicologa, riceve la visita di un investigatore privato. La morte di Thomas Grey, infatti, viene creduta un suicidio e la moglie non può ricevere l'assegno per l'assicurazione sulla vita. Savannah, che lavora per la signora Grey come avvocato, sapendo che l'amica ha effettivamente aiutato Thomas Grey, malato terminale, a morire prescrivendo dosi letali di morfina, le consiglia di mantenersi alla larga dalla famiglia Grey per evitare dei guai con la
legge. Dopo l'ennesima visita di Sam, Karen lo caccia in malo modo.
Josslyn, oltre a dare dei preziosi consigli ad Harry per far pace con Savannah, aiuta anche Alex, suggerendole di prendere in mano la situazione sulla sua relazione e di diventare colei che predomina nella coppia.
Savannah decide, infine, di non rivelare nulla ad Harry della notte passata con Dominic e di non programmare più le proprie giornate per provare ad avere un bambino.
- Guest star: Penelope Ann Miller (Elizabeth Grey), Shannyn Sossamon (Alex), Kate Beahan (Miranda Nickleby), Matthew Del Negro (Jacob Pollock), Gary Dourdan (Anthony Newsome).
- Ascolti USA: telespettatori 4.220.000

## Voltare pagina
- Titolo originale: Breaking and Entering
- Diretto da: Ron Lagomarsino
- Scritto da: K.J. Steinberg

### Trama
Savannah, riaccesa la passione per Harry dopo una settimana trascorsa interamente insieme, torna in ufficio e, a causa del lavoro accumulato, deve passare molto tempo con Dominic. Presa ancora dai sensi di colpa, organizza una vacanza da trascorrere con Harry. Quest'ultimo, però, rifiuta, a causa dei debiti ancora da pagare per il ristorante.
Il capo di Josslyn viene licenziato e sostituito dal signor Olivier che non comprende come mai alla ragazza siano state assegnate molte più case rispetto ai colleghi. Decide così di metterla alla prova consegnandole una casa particolarmente difficile da vendere: se è in grado di venderla, il posto di lavoro rimane suo, altrimenti verrà licenziata.
April, dopo aver saltato l'appuntamento con Richard a causa della visita inaspettata di Miranda, trova nel ragazzo un atteggiamento distaccato. Gli spiega, quindi, che è una donna divorziata che sta ancora vivendo dei momenti difficili.
La signora Grey fa visita allo studio di Karen, comunicandole che Sam ha deciso di lasciare il college e di trasferirsi nel vecchio appartamento di Thomas, appartamento in cui lui e Karen hanno passato diverse notti. Preoccupata, quindi, di aver involontariamente lasciato qualcosa in quella casa, Karen vi si reca e, mentre è lì, entra Sam. Cercando di uscire senza essere scoperta, dimentica gli occhiali da sole.
Josslyn, pur di vendere la villa, organizza una festa, alla quale si presenta diversa gente, tra la quale alcuni compratori. Olivier, poco prima di andarsene dalla festa, comunica alla ragazza di aver fatto un pessimo lavoro e che verrà licenziata e, per tutta risposta, Josslyn gli dice che ha già ricevuto diverse offerte. Durante la festa, Karen, arrivata insieme al collega Jacob per passare una serata lontana dal lavoro, viene chiamata da Sam, il quale si trova in ospedale a causa di un incidente. Una volta insieme, le confessa di aver trovato la prova della relazione extraconiugale del padre, un paio di occhiali da sole. Richard, dopo aver capito che April ha ancora delle questioni in sospeso da risolvere, le dice che non può legarsi a lei fin quando non le avrà risolte. La ragazza, allora, si presenta a casa di Savannah chiedendole scusa per come l'ha attaccata.
Savi, dopo aver cacciato involontariamente Dominic dal caso al quale lavoravano insieme, scopre di essere rimasta incinta.
- Guest star: Penelope Ann Miller (Elizabeth Grey), Cameron Bender (Richard Grieco), Matthew Del Negro (Jacob Pollock), John Schneider (Thomas Grey), Mike Dopud (Olivier Dubois).
- Ascolti USA: telespettatori 3.760.000

## Un bacio è solo un bacio
- Titolo originale: A Kiss Is Just a Kiss?
- Diretto da: David Paymer
- Scritto da: Chad Gomez Creasey e Dara Resnik Creasey

### Trama
April riceve dall'avvocato di Miranda delle carte che provano che suo marito era realmente il padre del bambino. La incita, inoltre, a trovare al più presto un accordo con Miranda per non finire in tribunale. April, che non riesce a dire la verità a Lucy, figlia sua e di Paul, per non dover perdere tutto quello che ha costruito, cerca un confronto con Miranda. Quest'ultima le rivela che Paul, prima di morire, era intenzionato a lasciare April per stare con lei. Nonostante la situazione, a causa di un incidente avuto da Scottie, il figlio di Miranda, decide di aiutare la donna con le spese mediche. Miranda, allora, la ringrazia e le dice che sarebbe tutto più facile se lei non fosse una così brava persona. Si scopre, infatti, che l'avvocato di Miranda è in realtà l'attore Jesse Olson e che è stato ingaggiato dalla donna per mentire ad April. Karen, mentre torna in studio, trova nella sua macchina il portafoglio di Sam. Decide di restituirglielo ma, mentre prova ad imbucarlo tra la posta, si presenta Sam. Quest'ultimo la invita a casa sua per mostrarle il motivo per cui ha deciso di lasciare il college. Tra la roba di suo padre, infatti, trova una vecchia macchina fotografica e una lettera nella quale suo padre gli scrisse di inseguire le proprie passioni. Sam decide di preparare la cena per Karen, ma quest'ultima percepisce delle strane attenzioni da parte del ragazzo, che in qualche modo le ricorda Thomas. Con una scusa, allora, si congeda dalla cena ma, mentre sta per uscire, Sam la bacia, venendo respinto.
Josslyn passa molto tempo con Alex e non crede che la sua relazione con Sally sia giusta; trova le due ragazze molto differenti e uno squilibrio nella coppia. Harry le fa notare che è la prima volta che riesce a legare con una persona per più di una settimana e trova curioso il fatto che la sua amica sia lesbica. Durante una festa, Josslyn bacia Alex per scherzo ma quest'ultima se ne va infastidita. Dopo un po', Alex si presenta a casa di Savannah e confessa a Josslyn di aver lasciato Sally; decide, inoltre, di rimanere a casa di Savannah fin quando Joss non le trova un nuovo appartamento.

Savannah, dopo aver avuto la conferma della sua gravidanza, si confida con Karen ed April; a causa di quella notte passata con Dominic, infatti, non sa chi sia il padre del bambino. Decide così di andare da un altro ginecologo e di fare il test di paternità. A causa della sua assenza, il caso al quale lavorava viene riassegnato a Dominic.
- Guest star: Shannyn Sossamon (Alex), Kate Beahan (Miranda Nickleby), Adam Shapiro (Jesse Olson), Tory Mussett (Sally).
- Ascolti USA: telespettatori 3.570.000

## Decisioni, decisioni
- Titolo originale: Decisions, Decisions
- Diretto da: Cherie Nowlan
- Scritto da: Jordan Budde

### Trama
Karen riceve nuovamente la visita dell'investigatore Newsome: questi le comunica che è stata aperta un'inchiesta in quanto sono state trovate alcune prove che non rendono chiara la morte del signor Grey; richiede, quindi, gli appunti presi dalla psicologa durante le sedute con Thomas. Dopo un confronto avuto con Elizabeth, Karen decide di riscrivere tali appunti per non mettere in pericolo la sua carriera e la vita di Elizabeth.
Josslyn passa una notte d'avventura con Alex; dopo aver chiarito che Joss non è gay le due decidono di restare solo amiche. Harry rimprovera, però, la cognata dicendole che non prende seriamente i sentimenti della ragazza. Dopo aver provato a prendere le distanze da Alex per evitare di ferirla, però, Josslyn continua a vederla.
April non sa come pagare Miranda dato che il suo conto risulta senza liquidi, spesi soprattutto per mettere in piedi il negozio. Mentre lavora viene chiamata dalla preside di Lucy che la informa che la bambina ha marinato la scuola insieme alla figlia di Richard. Dopo una discussione con la figlia, April capisce che nonostante nella vita si sia sempre comportata bene ha ricevuto comunque delle brutte sorprese, come il tradimento del marito. Per rimediare, allora, va a letto con Richard.
Savannah riceve continue pressioni da parte di Harry in quanto crede che la donna sia incinta. Nonostante al lavoro manifesti atteggiamenti di gelosia nei confronti di Dominic, Savi spera che il figlio non sia suo. Dopo l'ennesima pressione di Harry, che le porta un test di gravidanza, Savi scopre che ha delle perdite. La ginecologa, però, la informa che è del tutto normale, soprattutto se è vittima di eccessivo stress. Dopo un iniziale sfogo per aver creduto di aver perso il bambino, Savannah decide di dire la verità a Harry.
- Guest star: Penelope Ann Miller (Elizabeth Grey), Shannyn Sossamon (Alex), Cameron Bender (Richard Grieco), Matthew Del Negro (Jacob Pollock), Gary Dourdan (Anthony Newsome), Tory Mussett (Sally).
- Ascolti USA: telespettatori 3.620.000
- Curiosità: in questo episodio e in quello successivo non compare uno dei protagonisti - Erik Stocklin (Sam Grey).

## Rivalse
- Titolo originale: Payback
- Diretto da: Eric Laneuville
- Scritto da: Josh Reims

### Trama
April non sa come gestire la faccenda di Miranda: non vuole darle il denaro non perché non ne sia in possesso ma perché la presenza dell'amante le ha sconvolto la vita. Presa dai sensi di colpa, trova, però, conforto in Richard: nonostante pensasse inizialmente di non volersi legare ad un'altra donna, i due ormai fanno coppia fissa. Allo studio di Karen e Jacob è presente la polizia: qualcuno ha fatto irruzione e si suppone che abbia rubato dei file dal pc della psicologa. Per far luce sulla faccenda Karen va a casa di Elizabeth e scopre che la donna è partita in Italia senza una data di ritorno. Jacob vorrebbe dei chiarimenti sull'irruzione ma Karen non riesce a dirgli la verità. Scopre, in seguito, che Sam le ha lasciato una fotografia. Mentre Josslyn ha dei problemi al lavoro a causa del suo capo, che ritiene il metodo di lavoro di Joss inadeguato, Savannah non riesce ad avere un confronto con Harry, il quale continua ad evitarla. Savi ritiene, allora, che la cosa migliore sia lavorare in un altro studio così da poter passare più tempo insieme ad Harry. Il marito, però, non è dello stesso avviso e accusa Savannah di avergli distrutto la vita. Joss scopre che la sorella è incinta e, una volta che questa le ha confessato tutto, le due litigano.
- Guest star: Kate Beahan (Miranda Nickleby), Cameron Bender (Richard Grieco), Matthew Del Negro (Jacob Pollock), Mike Dopud (Olivier Dubois), Ashley Newbrough (Kyra), Rob Nagle (Agente Lewis), Fabiana Udenio (Maria).
- Ascolti USA: telespettatori 3.850.000
- Curiosità: in questo episodio e in quello precedente non compare uno dei protagonisti - Erik Stocklin (Sam Grey).

## Tutto compreso
- Titolo originale: All In
- Diretto da: John Stuart Scott
- Scritto da: Jenna Richman

### Trama
Karen si sente spiata: dopo diversi messaggi vuoti in segreteria da parte di Sam e il guasto ad una delle telecamere di sorveglianza, decide di chiamare l'investigatore Newsome, offertosi di aiutarla a sistemare un faretto del giardino. Decidono di bere del vino assieme e, a fine serata, Anthony prova a baciare Karen, ma questa lo respinge definendo la cosa fuori luogo per via dell'indagine in corso. Il mattino successivo Sam è piazzato davanti alla casa di Karen, intento a spiarla.
Harry, parlando col proprietario del ristorante, capisce che se vuole mantenere dei piatti particolarmente cari nel menù deve chiedere un aiuto economico alla moglie. La esorta così a mantenere il lavoro allo studio per cui ha sempre lavorato, così da diventarne socia. Savi è contenta che il marito non le abbia chiesto il divorzio; decide così di prendere le distanze da Dominic e di lavorare a casi diversi. Harry accompagna Savannah ad una cena di lavoro in cui sono presenti diversi soci però, essendo presente anche Dominic, Harry, dopo aver capito che l'amante è proprio il collega di Savi, lo colpisce al volto. Tornato a casa, confida a Savannah di sentirsi meglio per la prima volta dopo il tradimento.
Josslyn, dopo il litigio con Savi, trasloca da April e ignora le chiamate della sorella. Al lavoro, scopre che il suo capo è attratto da Alex e non ne capisce il motivo. Durante una serata al bar, Josslyn viene criticata dall'amica per la sua esuberanza. Le due litigano e Joss vorrebbe essere accettata per quella che è e non essere giudicata. Una volta scusatasi con Alex, l'amica capisce che il suo comportamento è dovuto al litigio con Savannah.
Richard vorrebbe fare un passo avanti nella coppia e comunicare a sua figlia e a Lucy che lui ed April stanno insieme. La donna, però, non si sente ancora pronta e chiede un po' più di tempo. Capisce che, prima di dedicarsi ad un nuovo amore, deve dire addio una volta per tutte al marito defunto. Una volta comunicato a Richard che è intenzionata a partire con lui in vacanza, alla sua porta si presenta una persona: Paul, vivo e vegeto.
- Guest star: Shannyn Sossamon (Alex), Cameron Bender (Richard Grieco), Mike Dopud (Olivier Dubois), Gary Dourdan (Anthony Newsome), Dondré T. Whitfield (Paul Malloy), J.R. Cacia (Jeff).
- Ascolti USA: telespettatori 3.470.000

## Ultimatum
- Titolo originale: Ultimatum
- Diretto da: Holly Dale
- Scritto da: Justin W. Lo

### Trama
Paul spiega ad April che ha finto la sua morte perché non sapeva come gestire la sua situazione: aveva perso il lavoro, stava prosciugando i risparmi e tradiva sua moglie. Negli ultimi tre anni ha vissuto con Miranda e Scottie ma quando la donna è sparita ha capito che stava truffando April. Inizialmente è restia a crederci, ma dopo un confronto con Paul e Miranda, April li caccia entrambi dalla propria vita. Paul, però, decide di rimanere in città.
Savannah vuole crescere il bambino insieme ad Harry e invita Dominic a firmare le carte in cui afferma di rinunciare a ogni diritto legale sul bambino; mentre Dominic rifiuta, Harry le comunica che non ha intenzione di crescere il bambino se non è suo figlio. Quando arriva il test di paternità, Savi decide di non leggerlo e di nasconderlo in un cassetto.
Alex non vuole continuare l'amicizia con Josslyn perché ha capito di provare qualcosa per la ragazza e che vorrebbe una relazione seria. Joss, che non vuole perdere l'amica, chiede inizialmente aiuto alla sorella. Inaspettatamente un valido consiglio arriva dal capo di Josslyn che la incita a lottare per mantenere Alex nella propria vita. Decide, così, di intraprendere una relazione con Alex.
Karen è preoccupata quando vede che il paziente di Jacob è Sam Grey. Vorrebbe delle spiegazioni ma quando Sam si presenta a casa di Karen le confessa di essersi innamorato di lei. L'indomani Jacob comunica a Karen che il ragazzo ha interrotto le sedute ed è preoccupato per lui in quanto emotivamente instabile. La psicologa decide, allora, di parlarne con Elizabeth e scopre che la donna è a conoscenza della sua relazione con Thomas.
- Guest star: Penelope Ann Miller (Elizabeth Grey), Shannyn Sossamon (Alex), Kate Beahan (Miranda Nickleby), Matthew Del Negro (Jacob Pollock), Mike Dopud (Olivier Dubois), Lydia Hearst (Story), Dondré T. Whitfield (Paul Malloy), Tory Mussett (Sally).
- Ascolti USA: telespettatori 3.950.000

## Indovina chi viene a cena?
- Titolo originale: Guess Who's Coming to Dinner
- Diretto da: Tawnia McKiernan
- Scritto da: David Folwell

### Trama
Karen sostiene che sia stata Elizabeth ad uccidere Thomas, consapevole sin dall'inizio della loro relazione; per dimostrarlo ingaggia un investigatore privato. In città arriva la madre esuberante di Savi e Joss, Janet; si ferma in città per poco comunicando di volersi trasferire a Rio. La donna ha un'accesa discussione con Savi per delle questioni passate: non è mai stata molto presente come madre e Savi si è fatta carico di tutto, prendendosi cura della sorellastra minore. A causa di un altro atto di egoismo, (Janet parte per Rio con un uomo invece di Joss), il legame tra le sorelle si rafforza. Savi si confida con Joss dicendole che i risultati del test di paternità sono arrivati ma che non vuole leggerli perché, fin quando non sarà nato, il bimbo resta solo suo. Affida, quindi, il test a Josslyn ritenendola la persona di cui più si fida. Paul vorrebbe parlare con April ma scopre che questa ha un nuovo fidanzato, Richard. La donna, inoltre, fa sapere alla figlia della sua relazione e rimane sorpresa della sua approvazione. Dopo aver chiesto aiuto a Karen per poter parlare con April, Paul le rivela che vuole rivedere sua figlia. Karen riceve un avviso dalla Corte Suprema della California con un mandato di comparizione per danno tanatologico per il decesso di Thomas Grey.
- Special guest star: JoBeth Williams (Janet).
- Guest star: Penelope Ann Miller (Elizabeth Grey), Cameron Bender (Richard Grieco), Dondré T. Whitfield (Paul Malloy), Joseph Lyle Taylor (Investigatore privato).
- Ascolti USA: telespettatori 3.960.000

## Proposte indecenti
- Titolo originale: Indecent Proposals
- Diretto da: Bobby Roth
- Scritto da: Chad Gomez Creasey e Dara Resnik Creasey

### Trama
Josslyn aiuta il suo capo a scegliere dei locali notturni per alcuni clienti, finendo per attirare la sua attenzione e ricevendo diversi complimenti. Karen, a causa dell'accusa avviata dallo studio legale in cui lavora Savi, ha bisogno di un avvocato ma non può contare sull'amica poiché questa ha abbandonato il caso. Inaspettatamente un aiuto le arriva da Sam che le assume un avvocato; per difendersi dall'accusa, però, Karen ha bisogno di qualcuno che confermi il suo alibi e ancora una volta Sam si propone di aiutarla. Il ragazzo, infatti, è ancora innamorato della psicologa e finiranno per passare la notte insieme. April, preoccupata per la figlia a causa della ricomparsa del marito creduto morto, si sfoga con Richard; questi decide di parlare faccia a faccia con Paul ma i due finiscono per picchiarsi. Richard prova a spiegare ad April quanto è successo ma non trova supporto da parte della donna e se ne va infuriato. Savannah, che adesso vive senza Harry, comincia a trascurarsi arrivando a dormire in ufficio. Dominic, allora, si offre di aiutarla e la aiuta sia con il lavoro che con le faccende di casa. Dopo essere andati a comprare una culla per il bambino, trovano Harry in casa, recatovisi proprio per aiutare la moglie. Harry, sentitosi inizialmente in colpa per aver abbandonato Savi, se ne va ferito poiché crede di essere stato rimpiazzato troppo in fretta.
- Guest star: Cameron Bender (Richard Grieco), Mike Dopud (Olivier Dubois), Dondré T. Whitfield (Paul Malloy), Tehmina Sunny (Natalie Wade), Alex Fernandez (Cliente dell'agenzia), Margaret Easley (Cheryl), J.R. Cacia (Jeff).
- Ascolti USA: telespettatori 3.170.000

## Rivelazioni
- Titolo originale: Full Disclosure
- Diretto da: Jeff Bleckner
- Scritto da: Josh Reims

### Trama
Dominic permette a Savi di stare lontana dallo studio, così da non farsi coinvolgere dal caso, e le regala un biglietto per New York. Josslyn, nonostante sia impegnata in una relazione lesbo, sente ancora una forte attrazione per l'altro sesso. È così che, dopo il lavoro, finisce per andare a letto con il capo, Olivier, rimandando la serata organizzata da Alex; la ragazza lo scopre e ne rimane fortemente delusa e amareggiata. Karen si trova in difficoltà quando, durante la deposizione, testimoniano a favore della signora Grey sia l'investigatore Newsome che, a sorpresa, Sam. Senza un opportuno alibi, l'avvocato Wade decide di far intervenire Jacob. Karen, però, stanca di mentire, decide di raccontare la verità. Richard ed April, nonostante l'ultimo litigio, decidono di portare le proprie figlie al parco divertimenti. I due si riappacificano e Richard consiglia ad April di dire la verità a Lucy su suo padre; la donna, allora, dopo aver pianificato tutto, va a prendere la bambina a scuola, ma non la trova.
- Guest star: Penelope Ann Miller (Elizabeth Grey), Shannyn Sossamon (Alex), Cameron Bender (Richard Grieco), Mike Dopud (Olivier Dubois), Dondré T. Whitfield (Paul Malloy), Gary Dourdan (Anthony Newsome), Matthew Del Negro (Jacob Pollock), Tehmina Sunny (Natalie Wade).
- Ascolti USA: telespettatori 3.460.000

## Indecisioni
- Titolo originale: When One Door Closes...
- Diretto da: Constantine Makris
- Scritto da: Rina Mimoun

## Il momento della verità
- Titolo originale: I Choose You
- Diretto da: Allison Liddi-Brown
- Scritto da: K.J. Steinberg

### Trama
È il compleanno di Savi e a sorpresa un fiorista le lascia un bouquet fuori dalla porta di casa con un bigliettino che recita "Buon Compleanno" e nessun mittente. Le ragazze festeggiano il compleanno dell'amica regalandole un meraviglioso soggiorno a Palm Springs per il fine settimana di cui Savi è entusiasta ma chiede loro se sono le mittenti dei fiori, le ragazze rispondono negativamente così si infittisce il mistero dei fiori. Savi, convinta che siano o di Dom o di Harry si chiede come possa scoprire il mistero anche in considerazione del fatto che l'appena trascorso appuntamento con Dom non si è concluso come sperato, con un bacio cercato ma poi alla fine non pienamente ricambiato. April per distogliere l'attenzione dal dilemma dei fiori confessa alle ragazze di aver baciato la sera prima l'ex-defunto marito e si rivela molto confusa a proposito del suo futuro sentimentale combattuta tra il marito e Richard. Savi si reca in ufficio e incontra subito Dom il quale le fa gli auguri ma le fa capire che non è lui il mittente di quell'inaspettato regalo di auguri, nel frattempo Savi riceve una telefonata da Harry il quale fa gli auguri alla moglie ma si mostra abbastanza freddo parlandole solo di adeguare l'assistenza sanitaria in vista delle future visite ginecologiche che dovrà affrontare per la gravidanza. Savi, stressata dalla situazione, chiama la sorella proponendole di partire subito per Palm Springs. Le sorelle appena arrivate si stanno rilassando in piscina quando Savi, guardando la scena di una famiglia felice in piscina, capisce che è arrivato il momento di scoprire il nome del padre del suo bambino: è intenzionata a tornare a casa, prendere la busta ed aprirla con le amiche il giorno dopo. Joss la convince però ad attendere l'indomani con la scusa di non volerla far guidare di notte, sperando nel frattempo di convincere Harry a riposare la busta nel cassetto dal quale l'ha rubata qualche sera prima all'insaputa di Joss. Il mattino seguente Joss si sveglia e non trova Savi la quale le ha lasciato un biglietto con su scritto che è andata a prendere la busta e sarebbe tornata in tempo per il pranzo. Nel frattempo April va a casa di Karen per farsi aiutare dall'amica a capire come scegliere tra Paul e Richard e dopo una breve conversazione conosce la risposta. Karen quindi prepara pronta a partire per raggiungere le amiche a Palm Spring viene intercettata dalla moglie del suo defunto amante Tom la quale le chiede solo qualche minuto per un chiarimento finale. Savi a bordo della sua auto d'epoca ad un'ora da Los Angeles riceve la telefonata di Joss la quale le chiede di accostare e le confessa che la busta non è più dove l'aveva risposta ma è stata rubata da Harry. Savi sconvolta dalla notizia rientra in strada per fare ritorno a Palm Springs come chiestole dalla sorella, ma nell'immettersi nella corsia viene travolta da un'auto in corsa. Kim nel frattempo viene tenuta in ostaggio dalla madre di Sam Gray che la minaccia puntandole una pistola e confessandole tutto l'odio nei confronti della donna che le ha rubato gli uomini della sua vita. Harry viene contattato dall'ospedale e sconvolto corre dalla moglie. Raggiunto da April e Joss, distrutte dalla notizia, confessa che è Dom il padre del bambino e che dovrebbe essere avvisato. Savi, svegliatasi dopo l'intervento d'urgenza riceve le visite del marito, da cui apprende sia la paternità del suo bambino, sia dell'amore mai mutato di Harry, sia di Dom che gli confessa il suo amore. A casa di Karen arriva Sam, preoccupato dopo non aver trovato nella cassaforte di famiglia la pistola del padre e trova la madre e Karem in una situazione di pericolo, decide quindi di intervenire rompendo una vetrata ed entrando con la forza, ne nasce una colluttazione da cui parte uno sparo accidentale: macchie di sangue macchiano il divano senza sapere a chi appartiene. Joss chiarisce a Savi che il misterioso mittente dei fiori era in realtà la madre e Savi confessa alle amiche che in realtà aveva maturato una speranza sul mittente di quel regalo a sorpresa, perde i sensi prima di poter rivelare il suo segreto e in urgenza i medici cercano di rianimarla.